# Eise Eisingastraat 2
Het pand Eise Eisingastraat 2 is een voormalig woon-winkelpand aan de Eise Eisingastraat in de Friese stad Franeker. Het pand werd in 1967 aangewezen tot rijksmonument. Het is sinds 1985 in eigendom van Vereniging Hendrick de Keyser en sinds 1991 maakt het Koninklijk Eise Eisinga Planetarium deels gebruik van het pand.

## Geschiedenis
Pieter Adema en Pieter Pollius kochten in 1743 voor ƒ720 samen een pand tegenover het stadhuis van Franeker. De woning stond aan een overkluisd gedeelte in de straat Tweede Noord, tegenwoordig de Eise Eisingastraat. Adema nam in 1745 het aandeel van Pollius voor ƒ488 over en liet in 1745 het pand slopen en een grotere woning bouwen. Het bestond uit de woning zelf, maar ook uit een vrijstaande achterhuis en een vrijstaande wagenhuis. In plaats van er zelf te gaan wonen, verhuurde hij het pand aan diverse hoogleraren van de Universiteit van Franeker. In de woning naast (ten oosten van) dit pand woonde toen Eise Eisinga. Eisinga bouwde achter het achterhuis van zijn buren zijn werkplaats. In 1757 werd het pand verkocht aan Aggaus Eidsma, hij werd in 1774 burgemeester van Franeker. Na diens overlijden in 1790 bleef het pand in bezit van zijn familie. Het werd weer een huurhuis voor professoren van de universiteit. Rond 1812 verkochten de erven het pand aan Andries Stinstra. Hij was advocaat en notaris. Weduwe Stinstra bleef tot 1853 in de woning wonen. Op een kadastrale kaart uit 1832 had de familie Eisinga hun werkplaats nog in bezit, maar in 1845 werd deze overgedragen aan zijn buren. Wanneer het chique woonhuis voor het eerst werd omgebouwd tot bedrijfspand is niet geheel duidelijk. Tussen weduwe Stinstra en de eerste bedrijfsvoerder in het pand, Bouwe Bölger, zitten enkele andere verkopen. Bölger hield er een grossierderij en koffiebranderij. Sybren Gerrits van Balen kocht het pand in twee stappen van Bölger in 1881 en 1882. Hij zette het bedrijf en de winkel van Bölger voort.
In de 19e eeuw werd het pand door dhr. Bölger verbouwd tot koffiebranderij en winkel. Sybren Gerrits van Balen liet in 1895 de voorgevel van het woon-winkelpand moderniseren. Ook het achterhuis werd verbouwd, dat kreeg eveneens een nieuwe gevel en werd met 4,5 meter naar achteren verlengd. De winkel kreeg een pui naar ontwerp N.J. Adema. De klauwstukken en gevelbekroning uit de oude gevel werden teruggeplaatst in de vernieuwde geveltop. De gevel ging tevens van twee vensters op de verdieping, naar drie. De pui werd gebouwd in neorenaissance-stijl, terwijl de winkelruimte vijftien jaar later juist in art-decostijl gebouwd werd. Bij deze verbouwing veranderde de functie van het pand opnieuw, het was niet langer in gebruik als winkel, maar werd een groothandel in koffie en thee. Aan de achterzijde werd het vrijstaande achterhuis verbouwd tot salon met koofplafond en een erker. In de voormalige werkplaats van Eise Eisinga kwam de koffiebranderij. Het pand werd in 1967 aangewezen als rijksmonument. 10 jaar later verliet de koffiebranderij, tot dan nog altijd in familiebezit, het complex. De voormalige koffiebranderij, in de oude werkplaats van Eise Eisinga, werd in 1984 afgebroken. Het jaar erop kocht Vereniging Hendrick de Keyser het pand en een groot deel van het erf. In 1991 werd het vrijstaande achterhuis, dat nog altijd bij het pand hoort, in gebruik genomen door het Koninklijk Eise Eisinga Planetarium. Het voorhuis, de voormalige winkel, wordt sinds 2007 als entreegebouw gebruikt door hetzelfde museum.

## Exterieur
De voorgevel van het pand bestaat uit een halsgevel met gebeeldhouwde klauwstukken en guirlandes met daarin het opschrift ANNO 1745. In de top een kuif met daaronder een sierlijke gevelsteen. De klauwstukken en kuif zijn in Lodewijk XIV-stijl. Mogelijk heeft dezelfde beeldhouwer ook de stukken gemaakt van het pand Voorstraat 49. De vensterindeling van drie vensterassen werd in 1895 gemaakt. De indeling van de vensters en de kozijnen zelf werd echter in 1938 gemaakt en is sindsdien niet gewijzigd.
De pui is van latere datum dan de gevel. In de rechter bovenhoek staat het bouwjaar AD 1896, in de linker bovenhoek staan de letters RBN. De twee hoekpilasters hebben leeuwenkoppen en de twee aan naast de deur groene mannenkoppen. De toegangsdeur is in het midden geplaatst en heeft aan weerszijden een etalage. De twee etalages hebben grote ramen met helemaal bovenaan glas-in-lood-bovenlichten. Onder de linkeretalage staat in de hardstenen plint het woord "koffie' en onder de rechter eveneens in de plint het woord "thee".
Aan de achterzijde staat een los achterhuis met verdieping. Dit achterhuis staat achter het buurpand Eise Eisingastraat 3. Dit pand heeft vensters die uitkijken in de tuin van het pand op nr. 2, waardoor het zeer aannemelijk is dat het heeft toebehoord tot Eise Eisingastraat 2. In de zijgevel is een ceremoniële eerste steen geplaatst, met daarop de tekst:Eerste steen gelegd door Willibrordus S. van Balen, 6 maart 1896.
Het perceel dat bij het woon- winkelhuis hoort, loopt achter de beide buurpanden langs. Aan de Botniasteeg heeft de kavel een tuinmuur en een koetshuis. Mogelijk behoorde dit deel eerst tot het pand Eise Eisingastraat 1, dat op de hoek staat met de Botniasteeg. Wanneer de kavels, zonder de panden, zijn samengevoegd is niet bekend.

## Interieur
Het hoofdgebouw is vijftien meter lang en verdeeld in drie vertrekken: de winkelruimte, tussenkamer en achterkamer. Het interieur op de begane grond is vijftien jaar jonger dan de pui en bevat elementen uit de jugendstil en art deco. Het interieur is in opdracht van koffie- en theehandelaar Van Balen ontworpen door N.J. Adema, die op dat moment met een van de dochters van Van Balen getrouwd was. Adema heeft de winkel in art-nouveaustijl ontworpen, terwijl die stijl in 1910 al over het hoogtepunt was. Hij ontwierp het interieur met de pui als basis, waardoor er een middenpad werd gevormd met aan weerszijden een toonbank en kastenwanden. De toonbanken en complete etalages met geslepen glas zijn nog aanwezig. De muren van de beide etalages kregen tegeltableaus met polychrome voorstellingen. De voorstellingen gaan over het drinken van koffie en thee en zijn gesigneerd door iemand met de naam Park. Park werkte bij de plateelbakkerij Hulst in Harlingen. De hardhouten wandkasten zijn gemaakt door Johannes Tacoma en bevatten siersmeedwerk. De potten en koffiebussen die in de kasten werden geplaatst, waren van aardewerk en zijn gemaakt door Otto Kind uit het Rheinland. Het plafond, een systeemplafond bestaande uit metalen platen, heeft geperste siermotieven. Het is mogelijk afkomstig uit Canada. De vloertegels komen uit België.
Tussen de winkel en de achtergelegen kamer (voormalig kantoor) staat een scheidingswand met geslepen glas met jugendstilmotieven. In het vertrek dat hier gevormd wordt, bevindt zich nog een restant van een rookkanaal van toen het vertrek een binnenhaard was. Hier zijn ook de voormalige bedsteden. Deze zijn tegen de wand met de binnenhaard geplaatst.
De achterkamer, gelegen achter de binnenhaard, grenst aan een plaats en heeft van alle ruimtes het meeste het 18e-eeuwse karakter behouden. Ook deze ruimte heeft bedsteden, maar nu met kasten in de wand en onder een steektrap geplaatst.
De verdieping is gelijk aan de begane grond ingedeeld met een grote ruimte voor, een tussenvertrek en een achterkamer. De grote kamer werd vermoedelijk al in de 19e eeuw als woonkamer gebruikt en is grotendeels samengevoegd met de tussenruimte. De achterkamer was in gebruik als slaapkamer en was niet voorzien van een open haard. Net als op de begane grond zijn ook op de verdieping nog originele elementen aanwezig, waaronder gebrandschilderd glas, een marmeren schoorsteenmantel en een traphek met gesneden balusters.
De salon die aan de achterzijde gebouwd is, heeft een verlengde achthoekige plattegrond. De kamer op de begane grond heeft een koofplafond. De salon werd bij de verbouwing in 1895-96 ingericht in neorenaissancestijl. In de kamers boven de salon werden indertijd twee slaapkamers en een garderobekast gemaakt. De deuren op deze verdieping hebben een houtschildering, waardoor zij van een ander soort hout lijken dan dat zij zijn.
Alle bouwdelen zijn met elkaar verbonden via een centrale hal, voorzien van marmeren tegels.

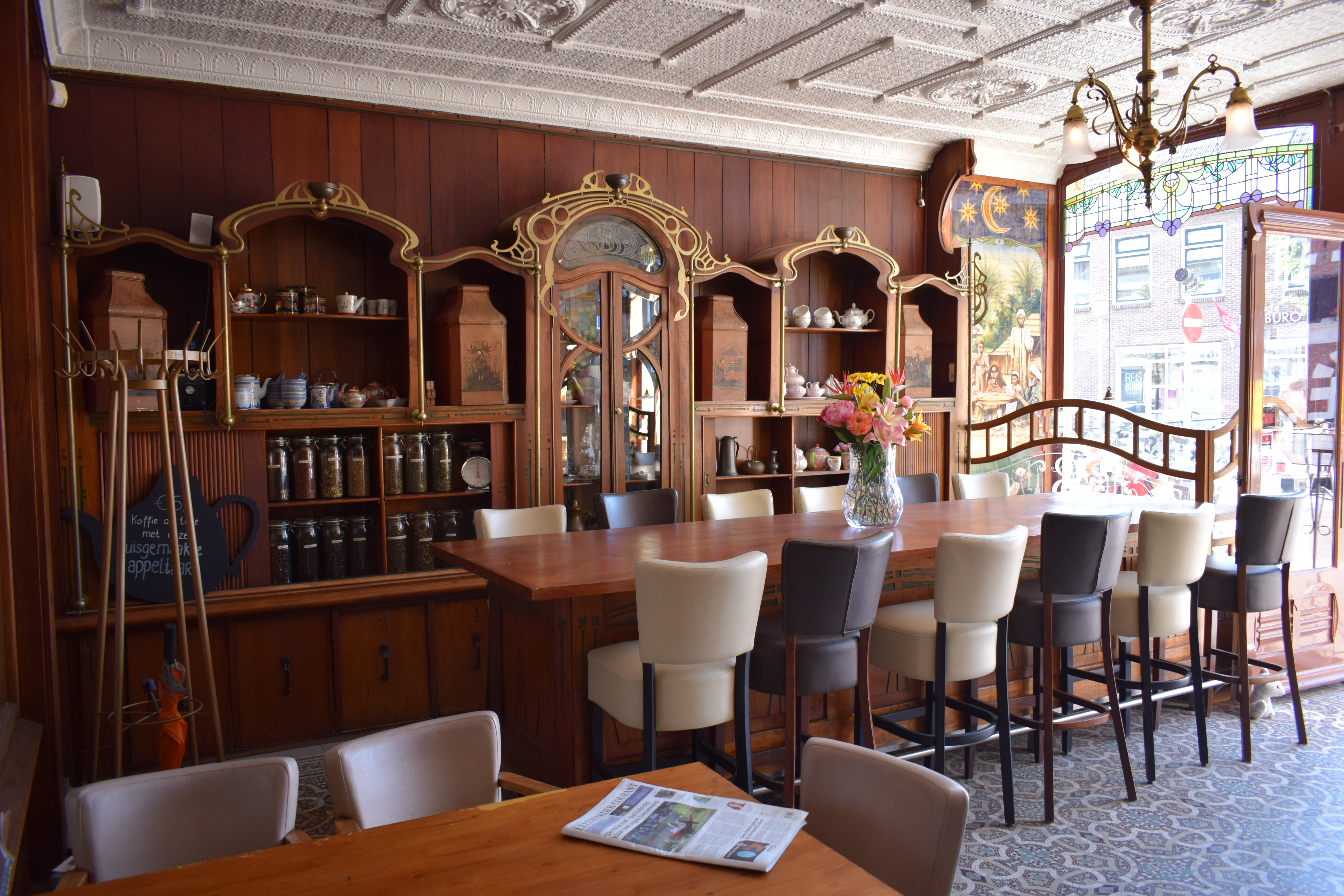
Een van de kastenwanden in 2018
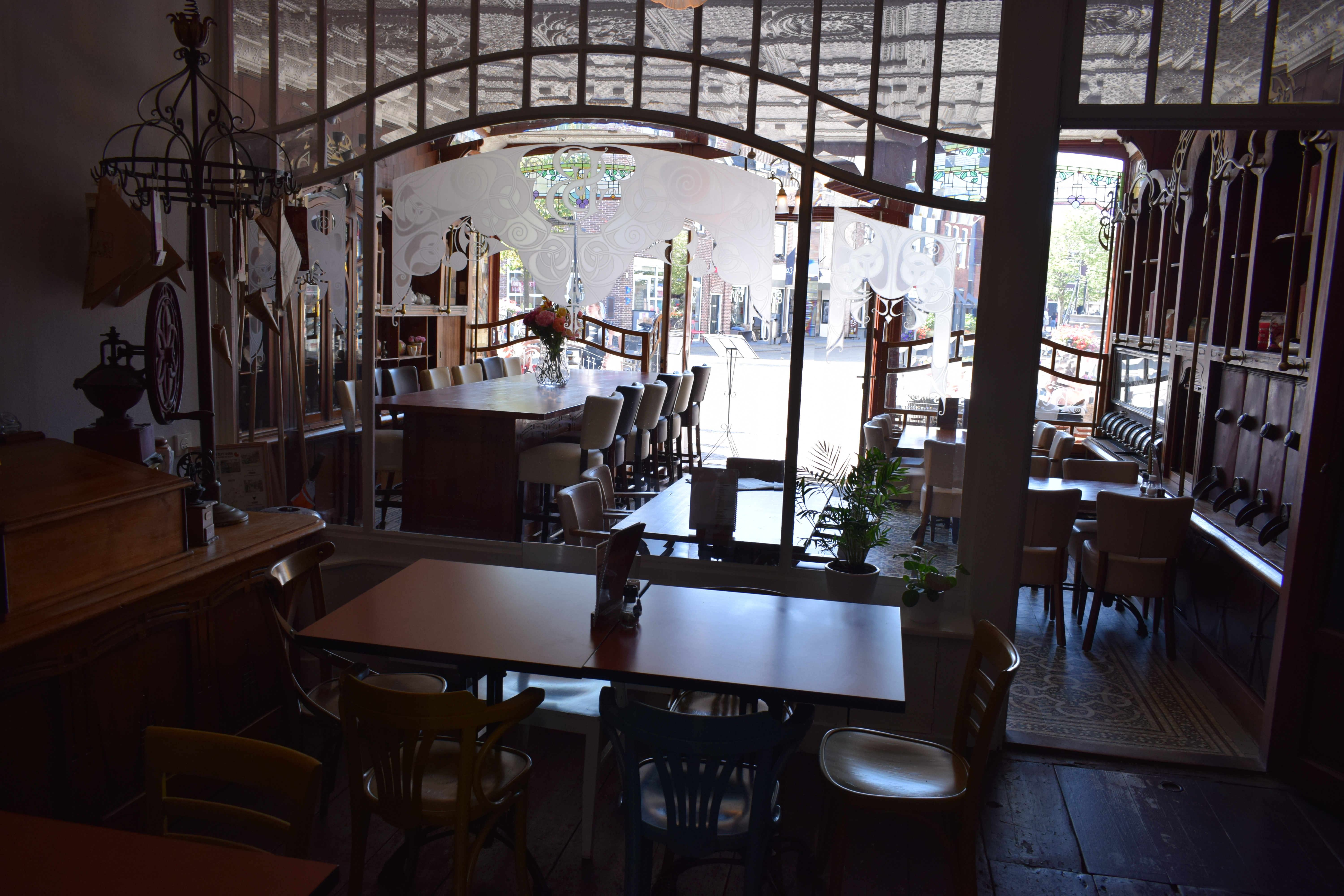
Scheidingswand met geslepen glas in 2018
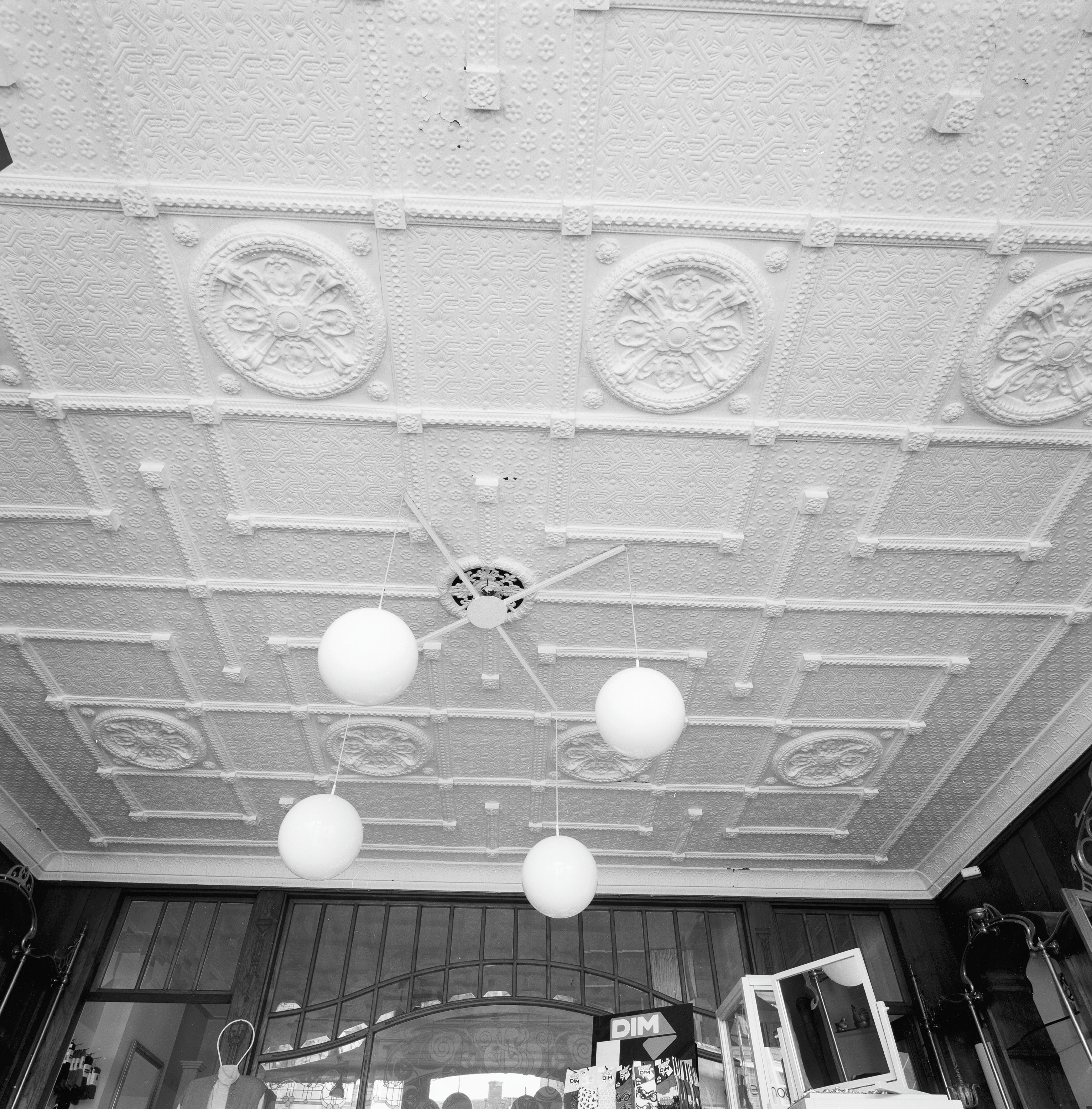
Plafond in de voormalige winkel in 1993
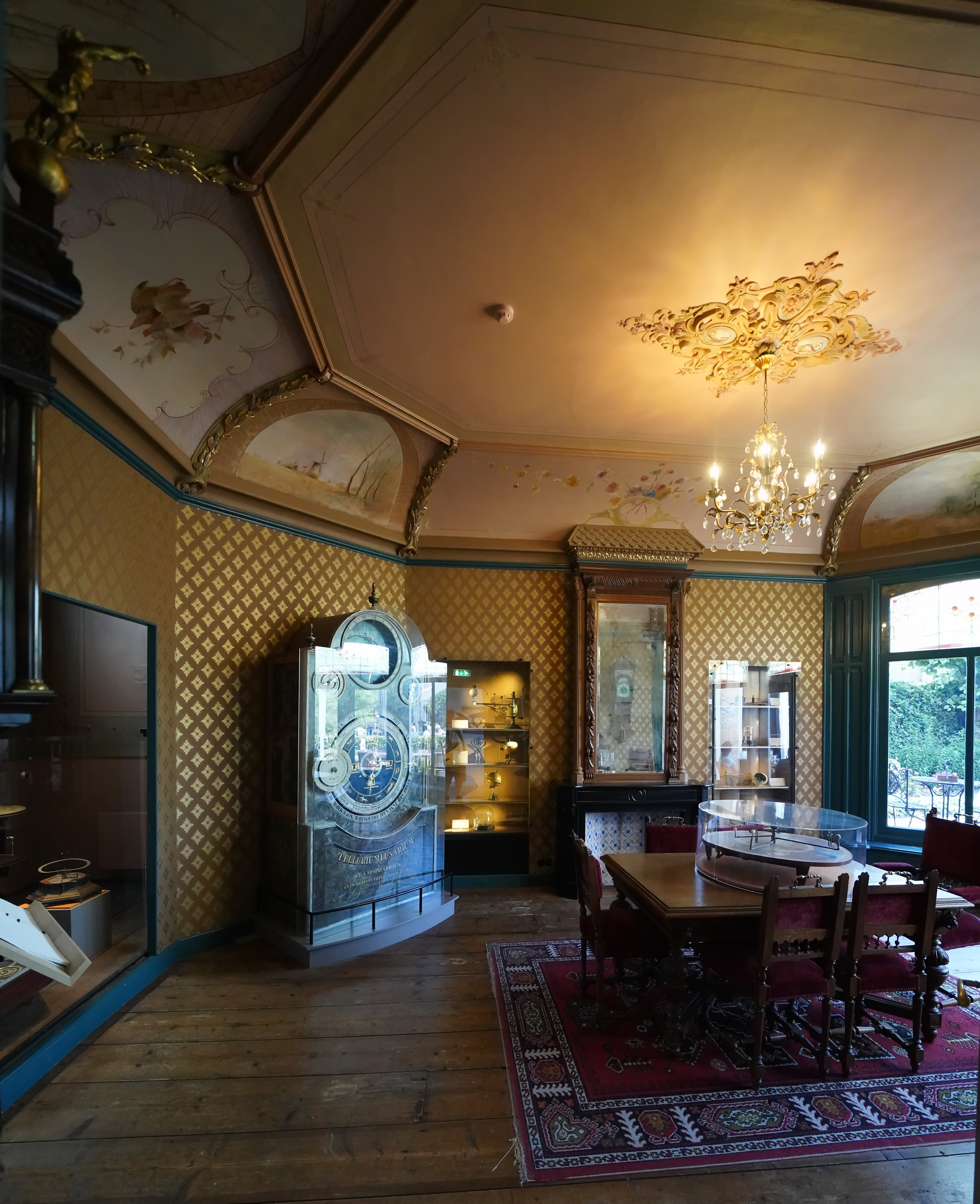
Achterkamer achter het planetarium in 2018
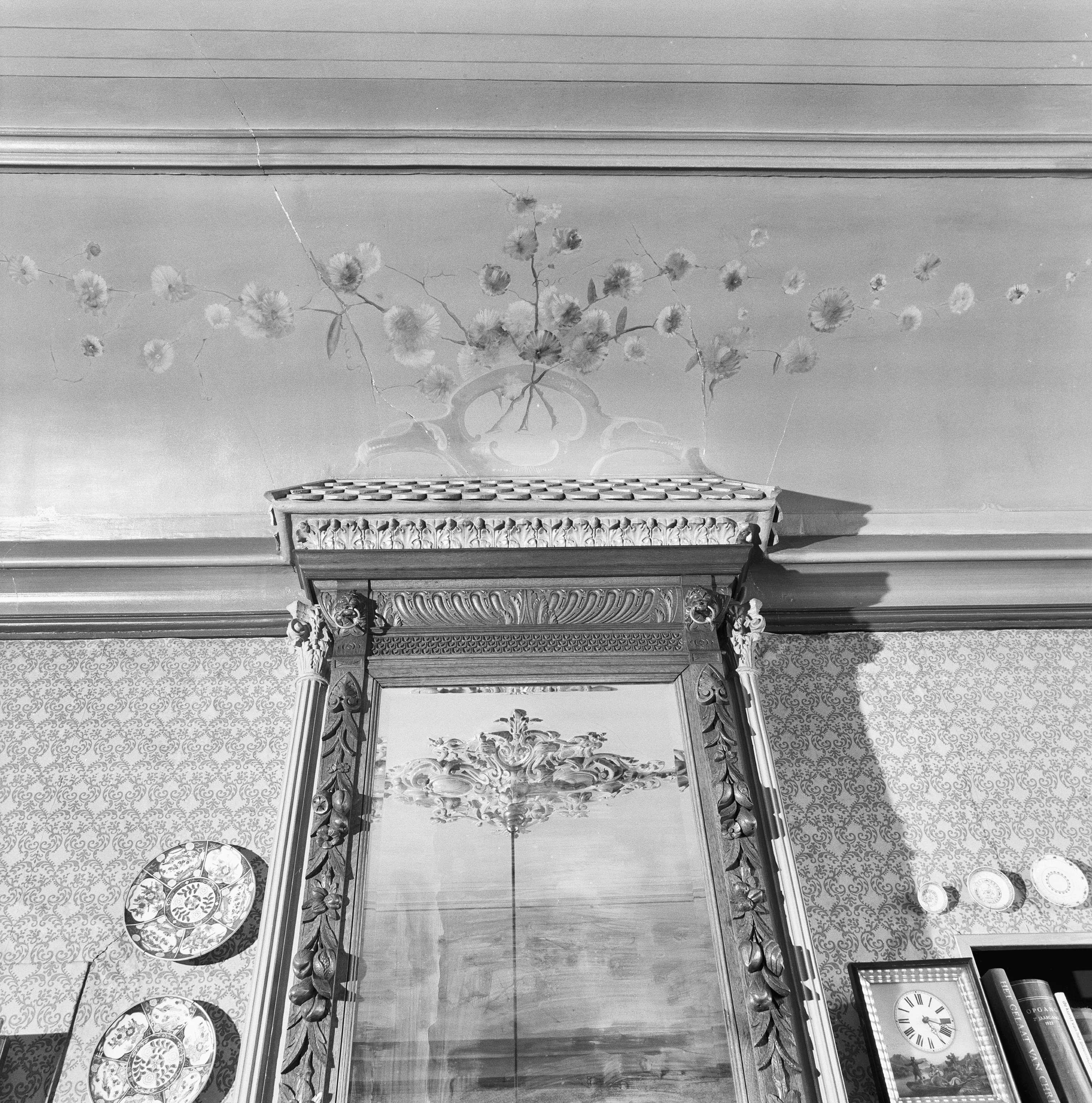
Een deel van het beschilderde plafond in de achterkamer in 1981